# Râul San Joaquin
Râul San Joaquin are o lungime de 560 km, fiind unul dintre cele mai lungi râuri din California, SUA. El curge în partea de sud-est a Californiei, formează pe o lungime de 70 km granița naturală cu statul Arizona, curgând pe lângă versanții abrupți ai munților Sierra Nevada. Traversează orașele Fresno și Stockton, curge apoi spre nord-vest, unindu-se cu fluviul Sacramento și vărsându-se în golful Suisun care comunică  prin strâmtoarea Carquinez cu golful San Pablo, ramura nordică a golfului San Francisco.